# 기쿠타역
기쿠타역(일본어: 喜久田駅)은 일본 후쿠시마현 고리야마시에 위치한 동일본 여객철도 반에쓰사이선의 철도역이다. 상대식 승강장 2면 2선의 구조를 갖춘 지상역이다.

## 타는 곳
| 1 | ■ 반에쓰사이선 | 하행 | 반다이아타미 · 이나와시로 · 아이즈와카마쓰 · 기타카타 방면 |
| 1 | ■ 반에쓰사이선 | 상행 | 고리야마 방면                                              |
| 2 | ■ 반에쓰사이선 | 상행 | 고리야마 방면 (일부)                                       |

## 이용 현황
| 승차 인원 추이 | 승차 인원 추이 |
| 연도           | 1일 평균       |
| -------------- | -------------- |
| 2000           | 271            |
| 2001           | 290            |
| 2002           | 263            |
| 2003           | 274            |
| 2004           | 279            |

## 역 주변
- 국도 제49호선
- 고리야마 시청 기쿠타 행정센터
- 도호쿠 자동차도 고리야마 나들목
- 도호쿠 · 반에쓰 자동차도 고리야마 분기점

## 인접 역
| 동일본 여객철도 ■ 반에쓰사이선 | 동일본 여객철도 ■ 반에쓰사이선 | 동일본 여객철도 ■ 반에쓰사이선 |
| ------------------------------ | ------------------------------ | ------------------------------ |
| 고리야마토미타 고리야마 방면   | □ 쾌속                         | 반다이아타미 기타카타 방면     |
| 고리야마토미타 고리야마 방면   | ■ 보통                         | 아코가시마 니쓰 방면           |